# Lew Nikolajewitsch Delone
Lew Nikolajewitsch Delone (russisch Лев Николаевич Делоне; * 29. Apriljul. / 11. Mai 1891greg. in St. Petersburg; † 1. November 1969 in Moskau) war ein russisch-sowjetischer Botaniker, Genetiker und Hochschullehrer.

## Leben
Delone stammte aus der französischen Adelsfamilie Delaunay. Einer seiner Vorfahren war der letzte Kommandant der Bastille Bernard-René Jordan de Launay. Delones Eltern waren der Physiker und Mathematiker Nikolai Borissowitsch Delone und seine Frau Nadeschda Alexandrowna geborene Georgijewska.
1911 begann Delone das Studium an der Kaiserlichen Universität Kiew in der Naturwissenschaftlichen Abteilung der Physikalisch-Mathematischen Fakultät. Unter der Leitung Sergei Gawrilowitsch Nawaschins fertigte Delone seine erste wissenschaftliche Arbeit über die Traubenhyazinthen an, die 1915 im Ersten Weltkrieg erschien. Im selben Jahr ging er als Freiwilliger an die Front. Bald kam er nach Kiew zurück und schloss 1918 nach der Oktoberrevolution das Studium ab.
1919 im Russischen Bürgerkrieg trat er als Freiwilliger in die weißen Streitkräfte Südrusslands unter Anton Iwanowitsch Denikin ein. Bald verließ er wieder den Militärdienst und ging nach Tiflis, um bei Sergei Gawrilowitsch Nawaschin wissenschaftlich zu arbeiten. Ab 1919 arbeitete Delone im Botanischen Garten Tiflis. Daneben wurde er 1922 Assistent am Lehrstuhl für Botanik der Polytechnischen Fakultät der Universität Tiflis.
1925 kehrte Delone mit der Familie nach Kiew zurück und wurde wissenschaftlicher Mitarbeiter des Wissenschaftlichen Instituts für Züchtung Glawsachara. 1928 wurde er Professor am neuen Lehrstuhl für Genetik des Öl-Instituts für Züchtung und Samenkunde. Erstmals in der Ukrainischen Sozialistischen Sowjetrepublik (USSR) führte er bei Pflanzen die Mutagenese durch
Röntgenbestrahlung durch. Er entwickelte zwei neue Weizensorten und verbesserte sie.
1933 wurde Delone Leiter des Lehrstuhls für Genetik des Landwirtschaftsinstituts Charkow und Abteilungsleiter im Ukrainischen Institut für Pflanzenkunde, Genetik und Züchtung.
In den 1930er und 1940er Jahren beteiligte sich Delone am Widerstand gegen den Lyssenkoismus und veröffentlichte entsprechende Fachartikel. Delones Familie war mit der Familie Nikolai Iwanowitsch Wawilows eng befreundet.
Auf Vorschlag des Präsidiums der Abteilung für Biologische Wissenschaften der Akademie der Wissenschaften der UdSSR wurde Delone 1937 auf der Basis seiner Veröffentlichungen ohne Verteidigung einer Dissertation zum Doktor der biologischen Wissenschaften promoviert und zum Professor ernannt.
Zu Beginn des Deutsch-Sowjetischen Kriegs wurde Delone beim Bau von Verteidigungsanlagen bei Dnepropetrowsk verletzt. Er wurde mit seiner Familie zunächst nach Saratow und dann nach Kattakurgan in Usbekistan evakuiert.
Ab 1946 arbeitete Delone im Institut für Genetik und Züchtung der Akademie der Wissenschaften der USSR.
Nach der von den Anhängern Lyssenkos beherrschten Tagung der Sowjetischen Akademie für Landwirtschaftswissenschaften im August 1948 mit Verurteilung der Genetik als „bourgeoise Pseudowissenschaft“ wurde Delone aus der Partei ausgeschlossen und aus dem Institut entlassen. Er arbeitete weiter ohne Bezahlung. Nach mehr als einem Jahr wurde er wieder eingestellt, ohne unterrichten zu dürfen.
1956 wurde Delone Leiter der Abteilung für Pflanzenressourcen des Ukrainischen Instituts für Pflanzenkunde, Genetik und Züchtung.
1965 gründete Delone mit anderen die Wawilow-Allunionsgesellschaft der Genetiker und Züchter, deren Präsidiumsmitglied er dann war.
Delone veröffentlichte Arbeiten zur Zytologie, Genetik und Karyologie der Pflanzen. Zu Delones Schülern gehörten Pjotr Klimentjewitsch Schkwarnikow, Anatoli Wassiljewitsch Puchalski, Fjodor Grigorjewitsch Kiritschenko, Wassyl Remeslo und Prokofi Fomitsch Garkawy.
Delones Tochter war die Genetikerin Natalja Lwowna Delone. Der Mathematiker Boris Nikolajewitsch Delone war Delones älterer Bruder.